# Zboží (Dvůr Králové nad Labem)
Zboží (německy Rennzähn) je vesnice, část města Dvůr Králové nad Labem v okrese Trutnov. Nachází se asi 2,5 km na východ od Dvora Králové nad Labem. Prochází zde silnice II/299. U silnice stojí kaple svatých Andělů Strážných. V roce 2009 zde bylo evidováno 64 adres. V roce 2001 zde trvale žilo 153 obyvatel.
Zboží leží v katastrálním území Zboží u Dvora Králové o rozloze 3,25 km2.

## Exulanti
V době protireformace během slezských válek emigrovaly z náboženských důvodů celé rodiny do pruského Slezska. Dělo se tak pod ochranou vojska pruského krále Fridricha II. Velikého. Hromadnou emigraci nekatolíků v roce 1742 organizoval Jan Liberda a zprostředkoval ji generál Christoph Wilhelm von Kalckstein. Z obce Zboží prokazatelně odešli:
- Václav Kalecký, který emigroval v roce 1742 s manželkou a dětmi do Münsterbergu v pruském Slezsku. Usadil se v Kunzendorfu a zemřel před rokem 1749. Dne 2.1.1746 v Münsterbergu zažádal o podíl v plánované české kolonii Husinec. V roce 1753 byla majitelkou jedné usedlosti v Husinci Anna Kalecká, vdova. Anna patří mezi zakladatele české obce Husinec – v pruském Slezsku. Zemřela ve věku 60 let dne 8. 12. 1771. V Husinci se vdávala dne 19.5.1772 Lidmila Kalecká, dcera Václava.
- Václav Novák ze Zboží emigroval rovněž v roce 1742 do Münsterbergu - s manželkou a sedmi dětmi.
- Jiří Staněk emigroval rovněž v roce 1742 do Münsterbergu – s manželkou a dětmi.
- Martin Strnad emigroval rovněž v roce 1742 do Münsterbergu.